# 대전청소년비행예방센터
대전청소년비행예방센터 또는 대전청소년꿈키움센터는 지역사회 청소년의 비행을 예방하고 이들의 건전한 성장을 도모하기 위하여 설립된 대한민국 법무부 대전소년원 소속기관으로 대전청소년비행예방센터장(4급)은 서기관으로 보한다. 전국민 대상의 법교육을 위해 한국법문화진흥센터를 운영하고 있다. 대전광역시 서구 둔산서로 31 대신빌딩 5층에 위치하고 있다.

## 연혁
- 2017년 4월 7일 대전청소년비행예방센터 개청[1]

## 조직

### 대전청소년비행예방센터장 (솔로몬로파크센터장)[2]
- 교육지원과
- 교육운영과